# Lupsingen
Lupsingen – gmina (niem. Einwohnergemeinde) w północnej Szwajcarii, w kantonie Bazylea-Okręg, w okręgu Liestal. 31 grudnia 2020 liczyła 1 440 mieszkańców.